# دو تپه
دو تپه مربوط به عصر مفرغ - دوره سلجوقیان است و در شهرستان کرمانشاه، بخش مرکزی، دهستان میان دربند، حاشیهٔ روستای دو تپه، مرکز دشت هشیلان واقع شده و این اثر در تاریخ ۱۵ دی ۱۳۸۷ با شمارهٔ ثبت ۲۴۱۰۷ به‌عنوان یکی از آثار ملی ایران به ثبت رسیده است.